# La morte ci sfida
La morte ci sfida (Dead in the West) è un romanzo horror fantawestern dello scrittore Joe R. Lansdale pubblicato a puntate a partire dal 1984 sulla rivista  Eldritch Tales e in edizione paperback, nel 1986.

## Storia editoriale
Il romanzo, scritto nel 1980, è stato pubblicato in quattro puntate dal numero 10 del 1984 al numero 13 del 1987 della rivista Eldritch Tales; contemporaneamente, prima della fine della serializzazione, è stato riveduto e pubblicato in edizione paperback nel 1986.
L'opera, contaminazione di più generi, è un tributo dell'autore alle riviste pulp, e alle storie pubblicate in Weird Tales. In particolar modo l'autore dichiara di essere stato influenzato, durante la scrittura, dai ricordi di film di serie B quali Jesse James Meets Frankenstein's Daughter, Billy the Kid Meets Dracula e Curse of the Undead e dai fumetti di Jonah Hex, in cui il western si mescola a generi diversi come l'horror, la narrativa weird.
Uno dei protagonisti dell'opera, il Reverendo Jebidiah Mercer, appare con il nome di Reverendo Rains anche nel romanzo Texas Night Riders del 1983 scritto dallo stesso Lansdale sotto lo pseudonimo di Ray Slater e nel romanzo Deadman's Crossing del 2013.

## Trama
(La morte ci sfida, Joe R. Lansdale)
Il paese di Mud Creek era stato lo scenario di un'efferata esecuzione. Anni prima uno sciamano pellerossa e sua moglie, accusati ingiustamente per l'omicidio di una bambina, erano stati torturati e linciati. Nel paese stanno avvenendo misteriose sparizioni e brutali assassinii. Il Reverendo Jebidiah "Jeb" Mercer ha da tempo perso la fede e ha cercato di annegare nell'alcool i sensi di colpa per aver compiuto incesto con la sorella di cui, suo malgrado, è innamorato. Gli incubi affollano i suoi sogni ma una notte la Bibbia che aveva scaraventato giù dalla finestra ritorna indietro e si apre miracolosamente su un versetto che parla di redenzione. Jeb si sente investito da Dio del compito di salvare il villaggio dal male e crede così di potersi redimere dal peccato.
Nel paese gli scomparsi e i cadaveri ritornano in vita come zombie. Jeb, aiutato dal dottor Peekner, da sua figlia Abbey e dal giovane Dave, indagano sul fenomeno fino a quando non vengono anche loro assaliti dai morti viventi. Sono costretti a fuggire e a rifugiarsi in chiesa dagli zombie, spinti a massacrare tutti gli abitanti del villaggio dallo sciamano, risorto e assetato di vendetta. Nella chiesa i sopravvissuti si difendono strenuamente contro i mostri. Jeb riesce a uccidere lo stregone ma non riesce a salvare gli amici dalla vendetta degli zombie. Jeb assiste impotente alla morte di Abbey, di cui si era innamorato, del giovane Dave e del dottore Peekner. Lo sciamano è morto ma lo spirito che si era impossessato dell'uomo riportandolo in vita per consumare la propria vendetta, è sopravvissuto all'insaputa di Jeb.

## Personaggi
Reverendo Jebidiah "Jeb" MercerIl protagonista del romanzo, dal fosco passato, ex soldato, ossessionato dal ricordo della sorella con la quale aveva compiuto incesto. Predicatore e pistolero, ha da tempo perso la fede che ritroverà durante il corso degli eventi.
Dottor PeeknerMedico a Mud Creek e padre di Abbey. Muore nell'attacco finale degli zombie.
Abbey PeeknerLa giovane e bella figlia del dottor Peekner, di cui si innamora il Reverendo Jeb. Si uccide sparandosi dopo essere stata contaminata dai morsi degli zombie.
Caleb LongLosco individuo, collaboratore dello sceriffo Matt, ha torturato la moglie dello sciamano e ha fomentato la folla a linciare l'uomo. Viene attaccato dagli zombie e ritorna in vita come tale.
Matt CageLo sceriffo di Mud Creek, con poco carattere, è succube di Caleb. Muore ucciso dal demone indiano e ritorna in vita anche lui.
DavidIl giovane stalliere che chiederà al Reverendo Jeb di insegnargli a sparare. Muore ucciso dagli zombie.

## Opere derivate
Dal romanzo è stato tratto l'omonimo fumetto, su sceneggiatura dello stesso Lansdale e Neal Barrett Jr., disegnato da Jack Jackson, pubblicato in due albi: nell'ottobre del 1993 il primo e nel marzo del 1994 il secondo.

## Edizioni
- (EN) Joe R. Lansdale, Dead in the West, 1ª ed., 1986.
- Joe R. Lansdale, La morte ci sfida, traduzione di Maurizio Nati, TIF. Extra, Fanucci, 2008, ISBN 978-88-347-1418-8.
- (EN) Joe R. Lansdale, Dead in the West, Gere Donovan Press, 2011, ISBN 978-1-936666-23-2.